# Popo Carnaval
Le Popo Carnaval est un festival culturel célébré chaque année à Bonoua, ville située au Sud-Est de la Côte d’Ivoire. Cette fête populaire est classée au nombre des festivals les plus populaires du pays. Sa tenue chaque année, renvoie aux réalités socio-économiques et culturelles les plus attrayantes du peuple Abouré. En  2022, l'évènement était à sa 41e édition.

## Historique
Le Popo Carnaval tire ses origines dans  la modification de la fête annuelle des ignames par  les jeunes Abourés de Bonoua en 1946. Ils apportèrent une innovation en organisant le «Popo» (qui signifie «masque» en langue Abouré). Beaucoup plus tard, cette génération de jeunes devenus des adultes, baptisèrent cette fois-ci la fête du nom de «Popo Carnaval», en y introduisant l’aspect moderne (carnaval) sous la forme d’un défilé de toutes les forces vives de la région.
Depuis 1972, l’organisation de cette fête est inscrite dans les mœurs des Abouré qui, chaque année, pendant la période de la Pâques (dans le mois d'avril), se retrouvent pour se réjouir dans une même liesse populaire.

## Déroulement du Popo Carnaval
Le Popo Carnaval  commence généralement  le lundi de pâques par la retraite aux flambeaux dans les artères principales de la ville de Bonoua. Le point et l'heure de départ de la retraite aux flambeaux sont choisis  et communiqués  par le commissariat général du Popo aux festivaliers. Les festivaliers  quant à eux, se munissent pour la marche de feuilles de palmes séchées (appelées  en abouré ètè).

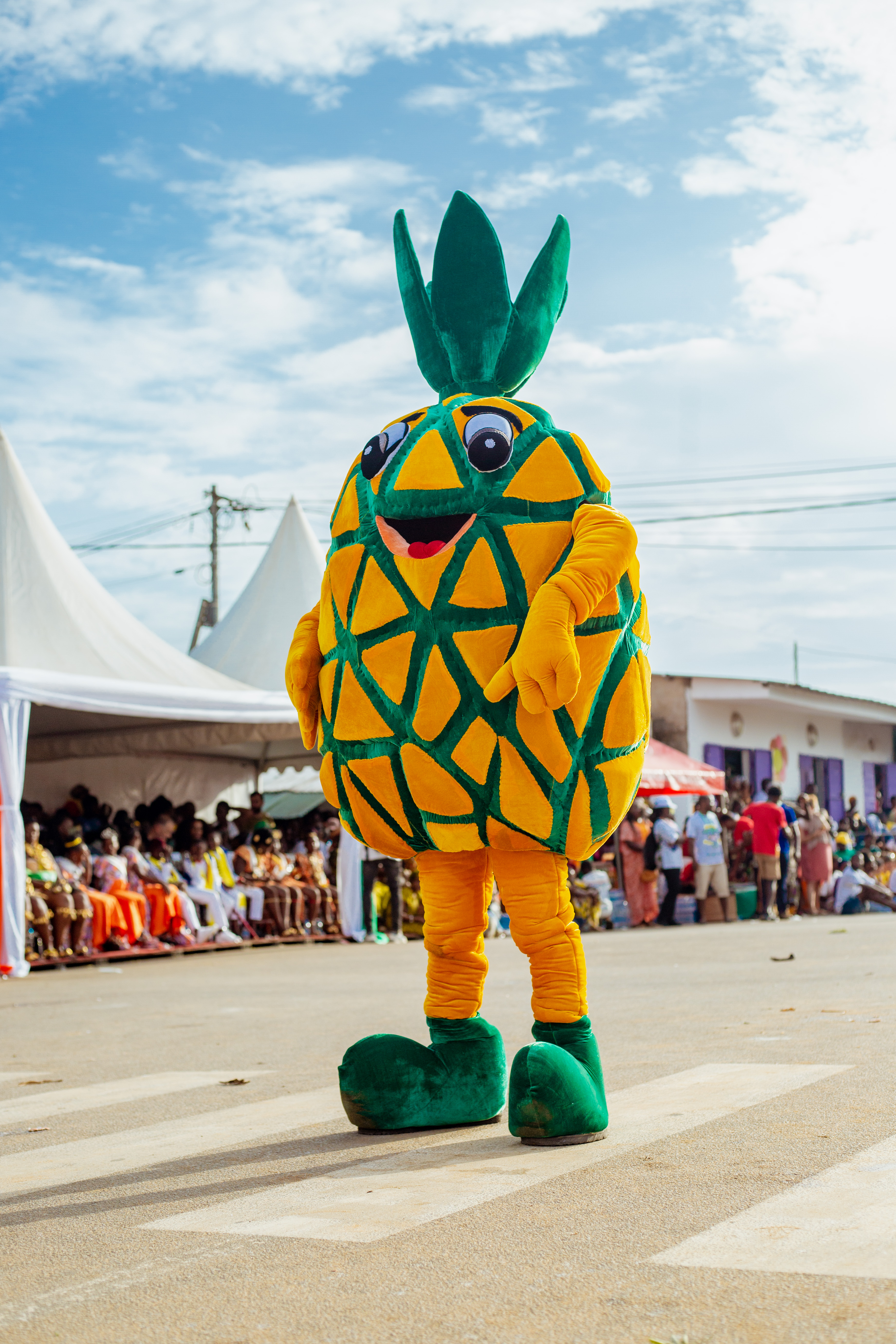
La mascotte du popo carnaval Bonoua 44ème édition en 2025

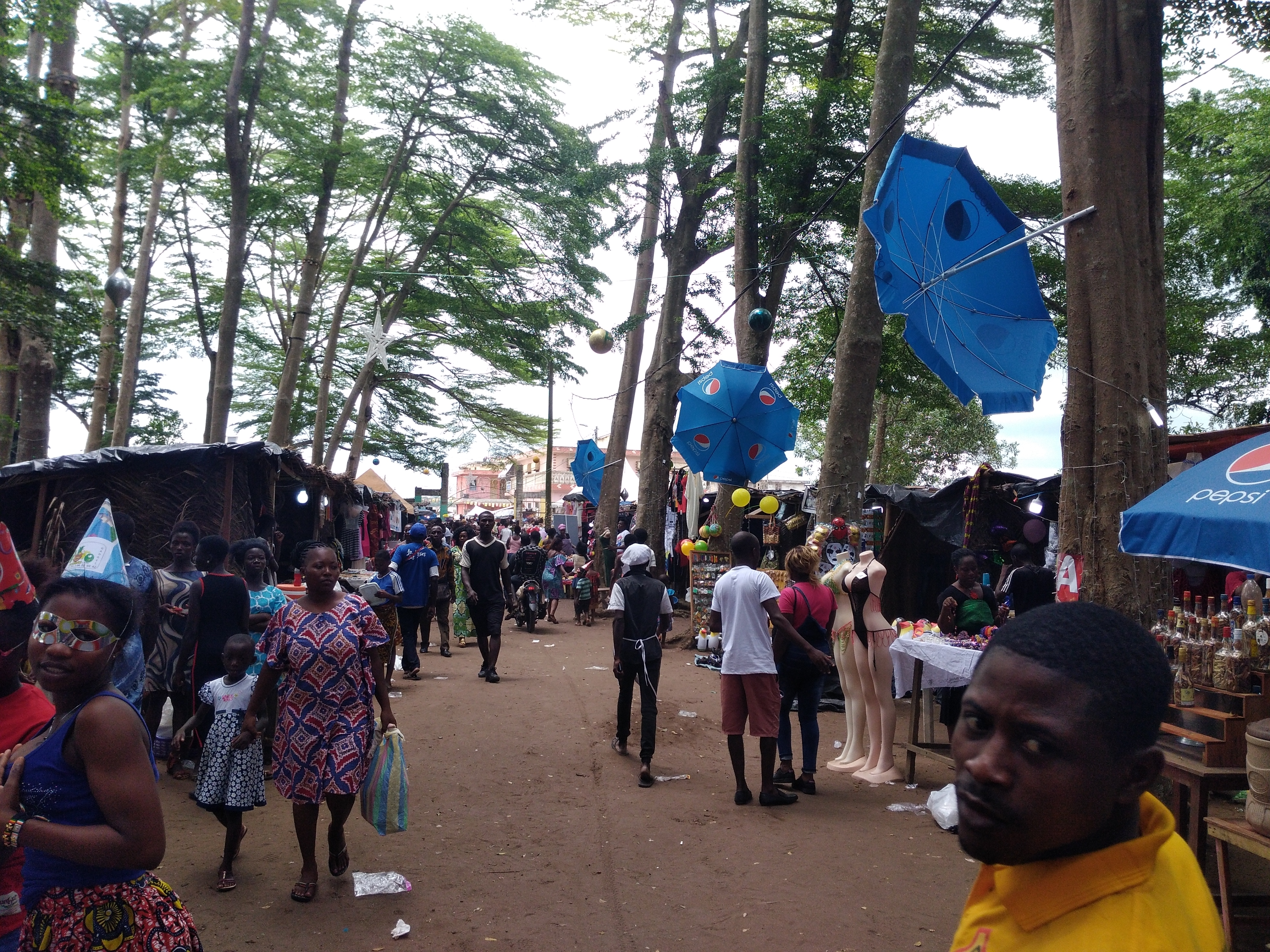
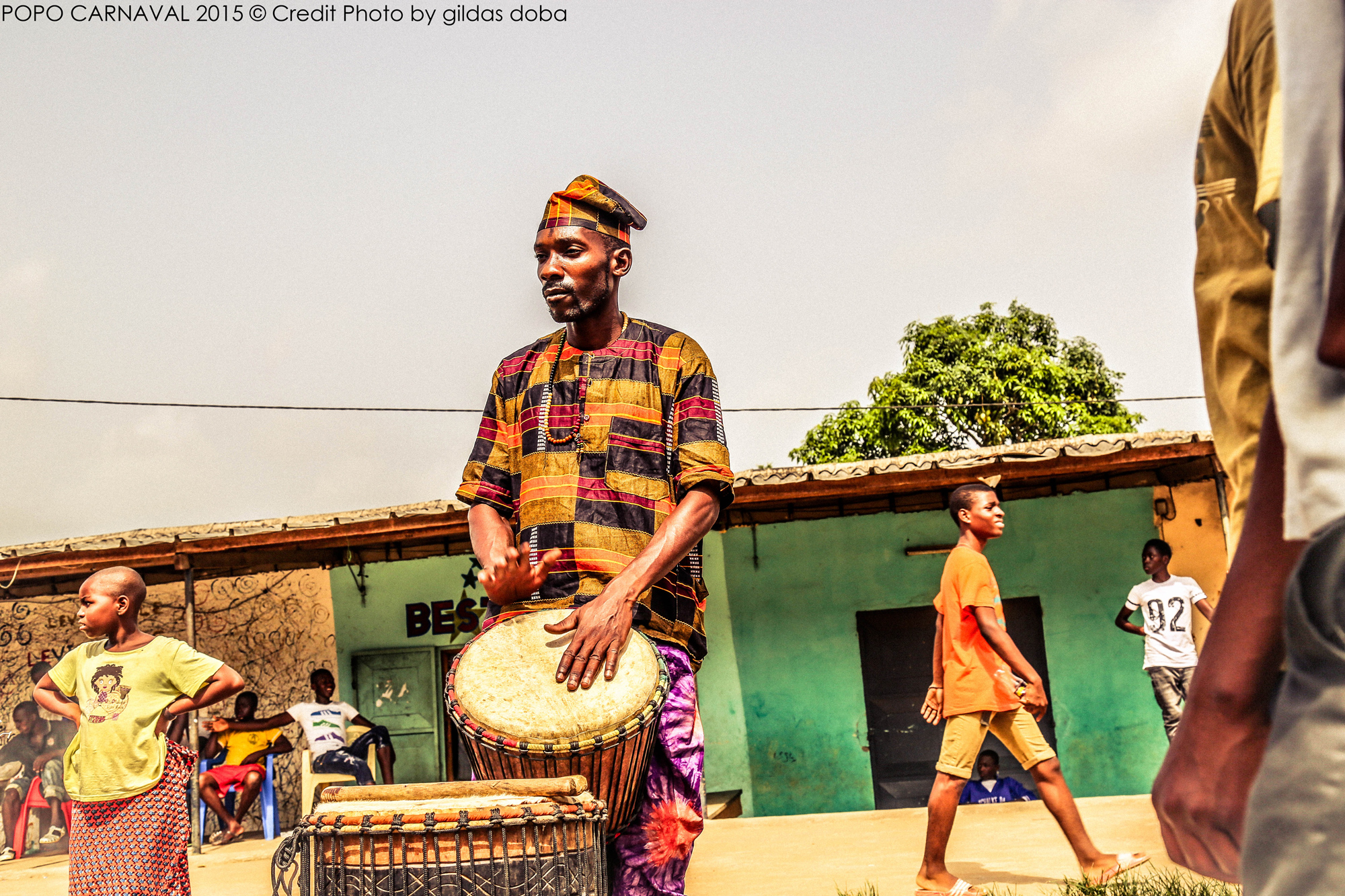
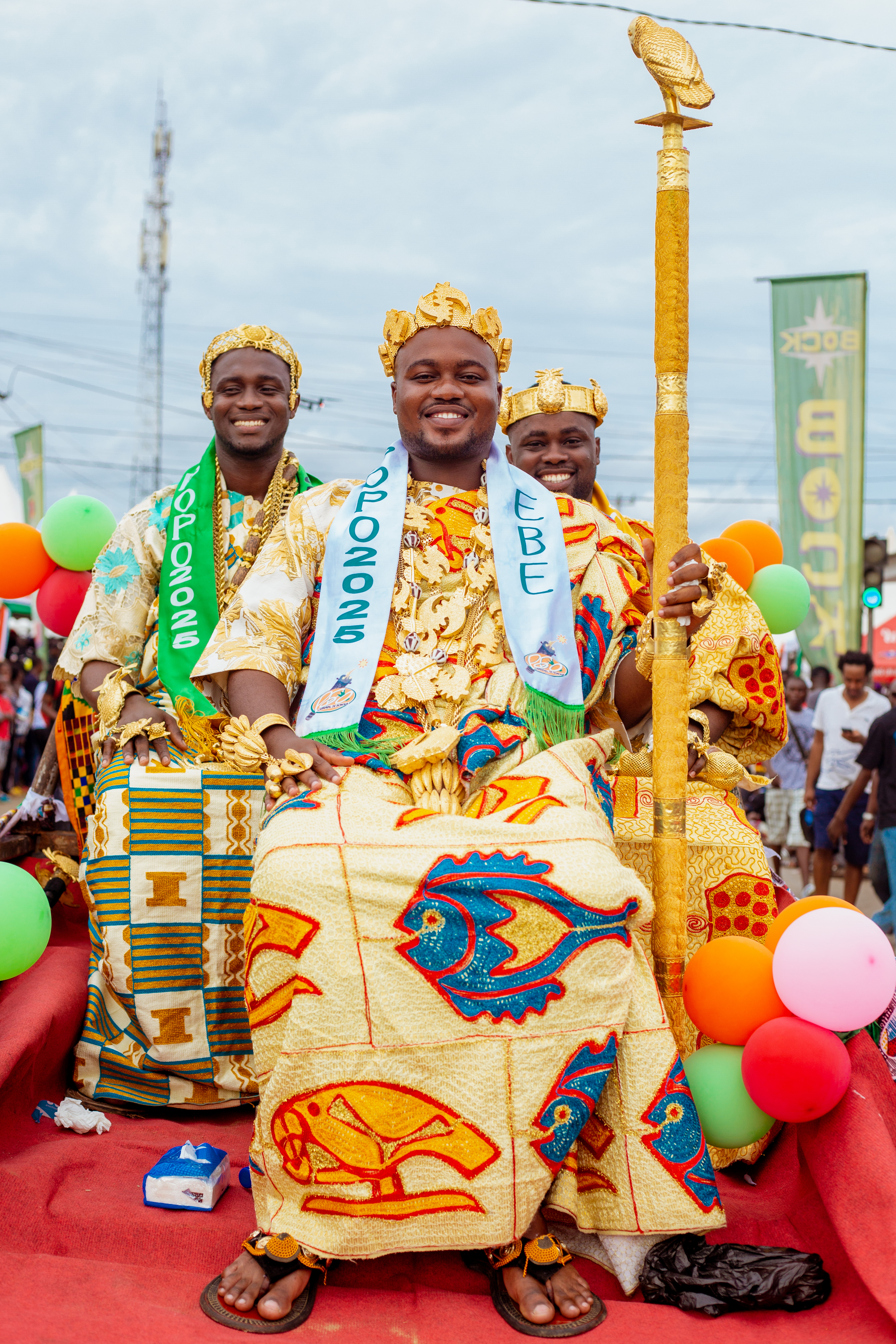
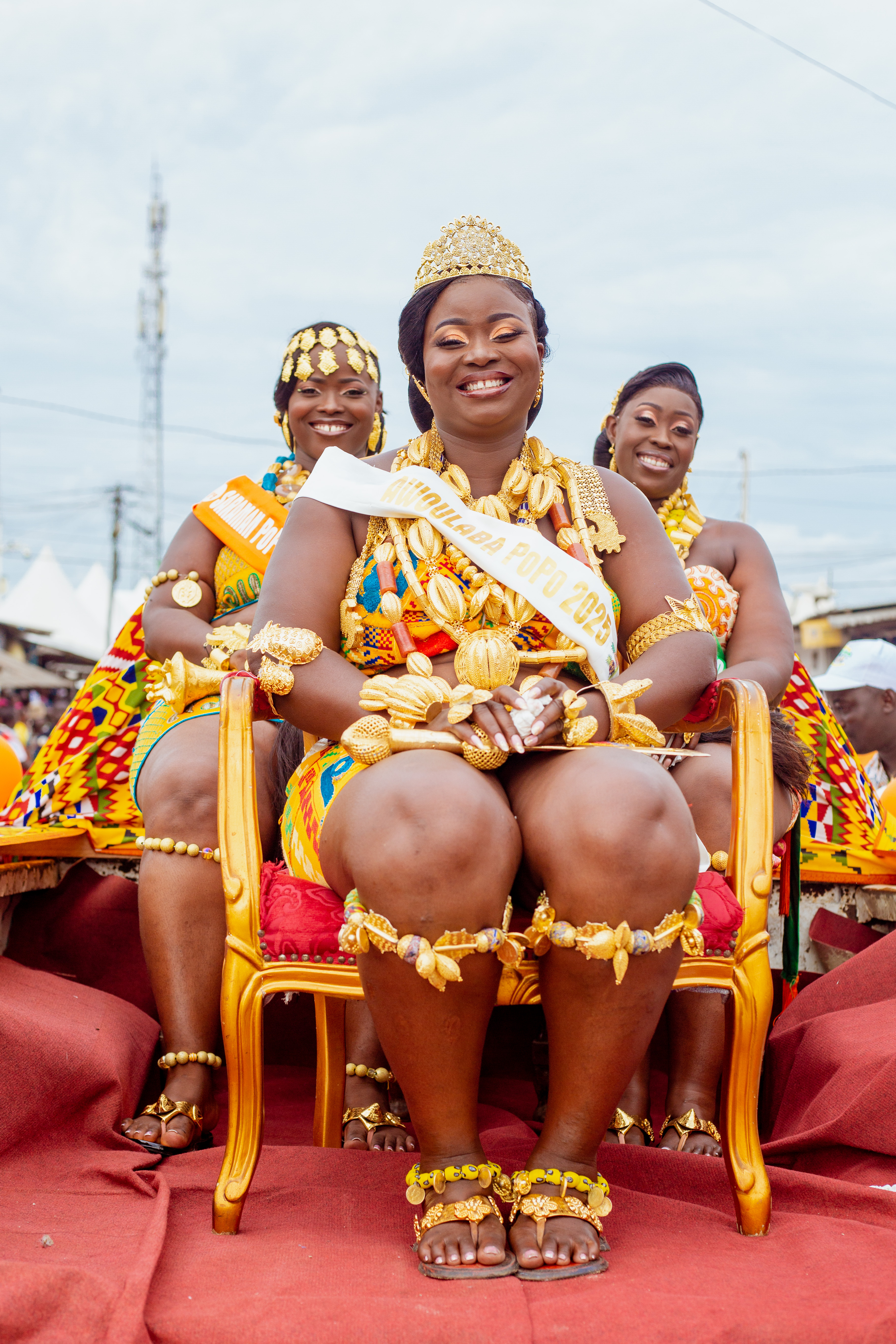

La matinée du dimanche est consacrée au culte ancestral et aux réunions familiales. L’après-midi commence par un défilé au cours duquel ont lieu des manifestations coutumières du pays Abouré (présentation de filles pubères, accompagnement d’une épouse chez son mari, cérémonie de naissance, etc.). Il se poursuit enfin par des défilés de majorettes, de chars décorés et de danses folkloriques sur la grande place dite place du « Popo ». Le carnaval prend fin par un grand bal masqué.
Le Popo Carnaval, c'est aussi la célébration de la beauté. Le concours « Ebè » célèbre le plus bel homme de l'année tandis que le concours « Awoulaba » met en valeur la plus belle femme abouré. D'autres cérémonies  comme Miss Popo meublent le festival. .

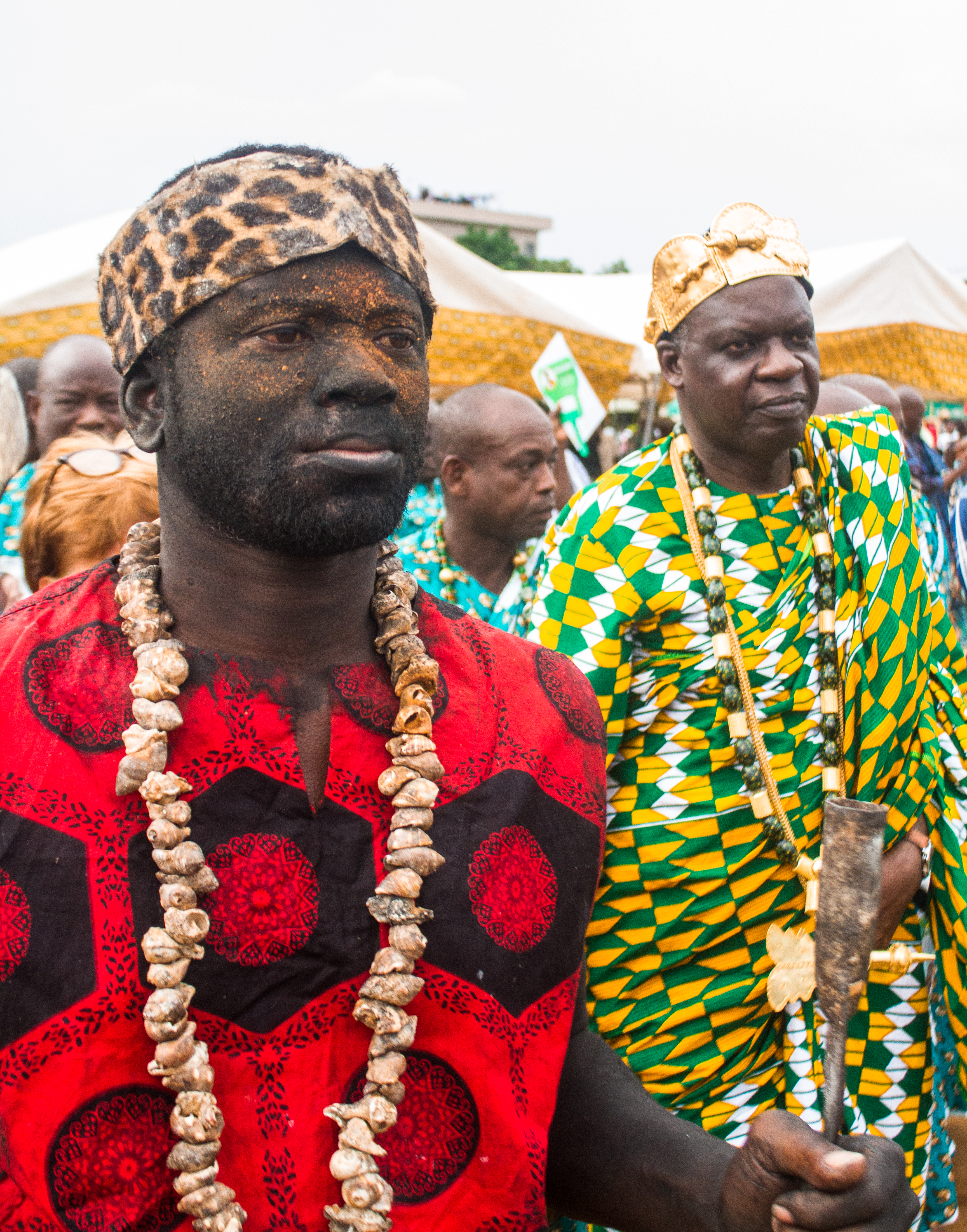
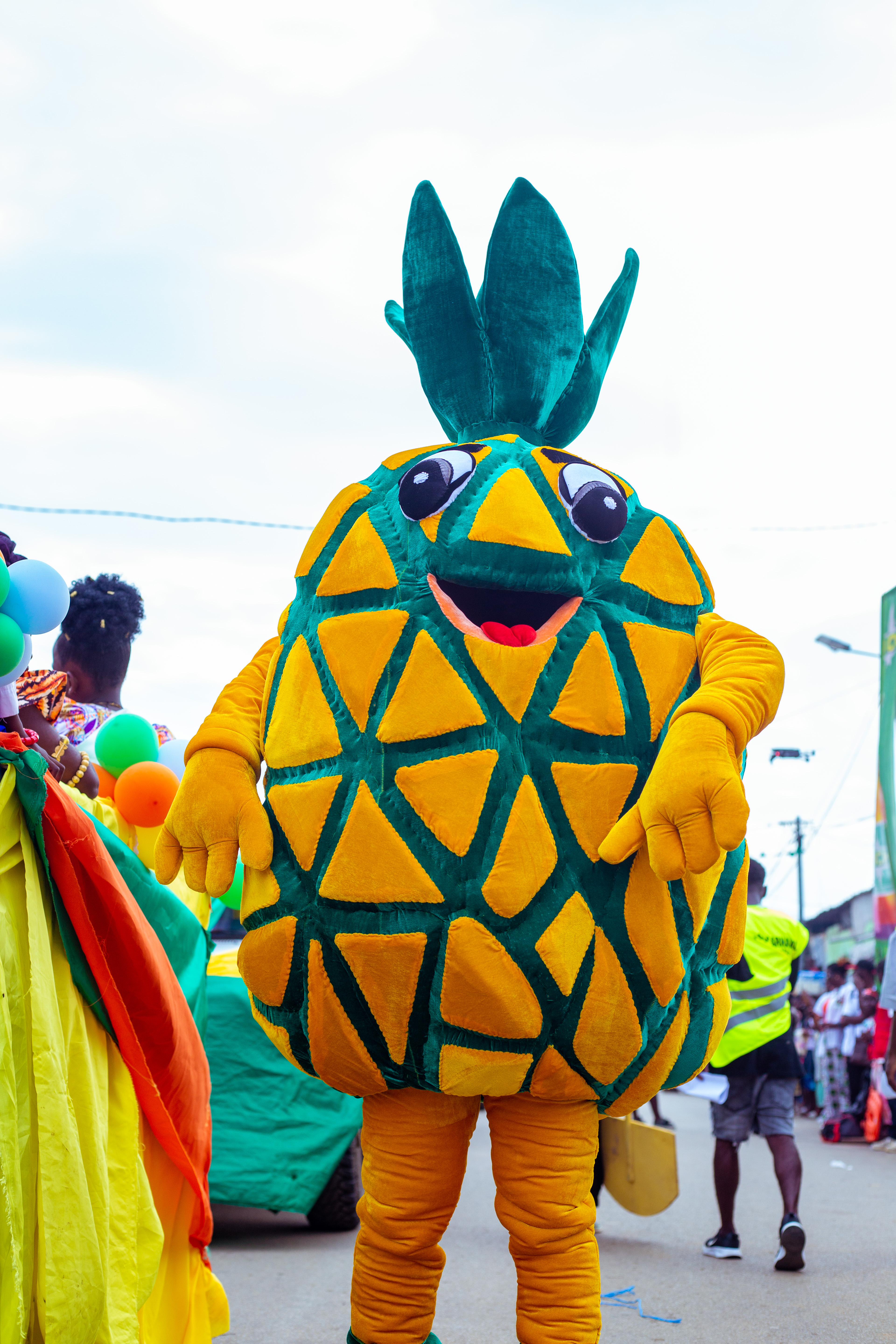

Lors de la 41e édition, plusieurs innovations  telles que l’introduction de l’orthographe abouré dans les concours de beauté et un marathon des personnes du 3e âge (60-80 ans) ont été introduites.